# Hatsue Yamada

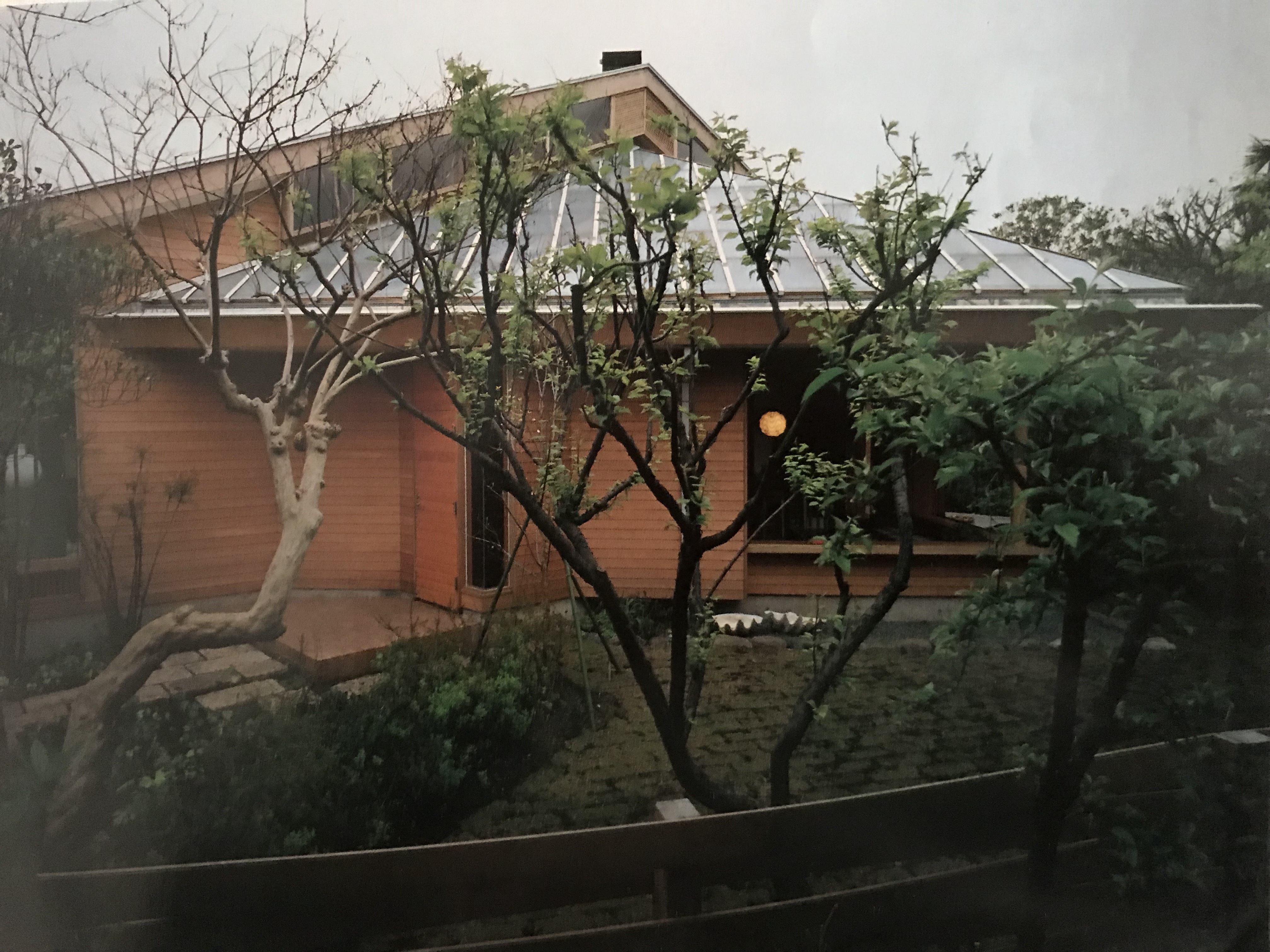
Casa de Tankaga, Hatsue Yamada y Akira Yamada, 1979

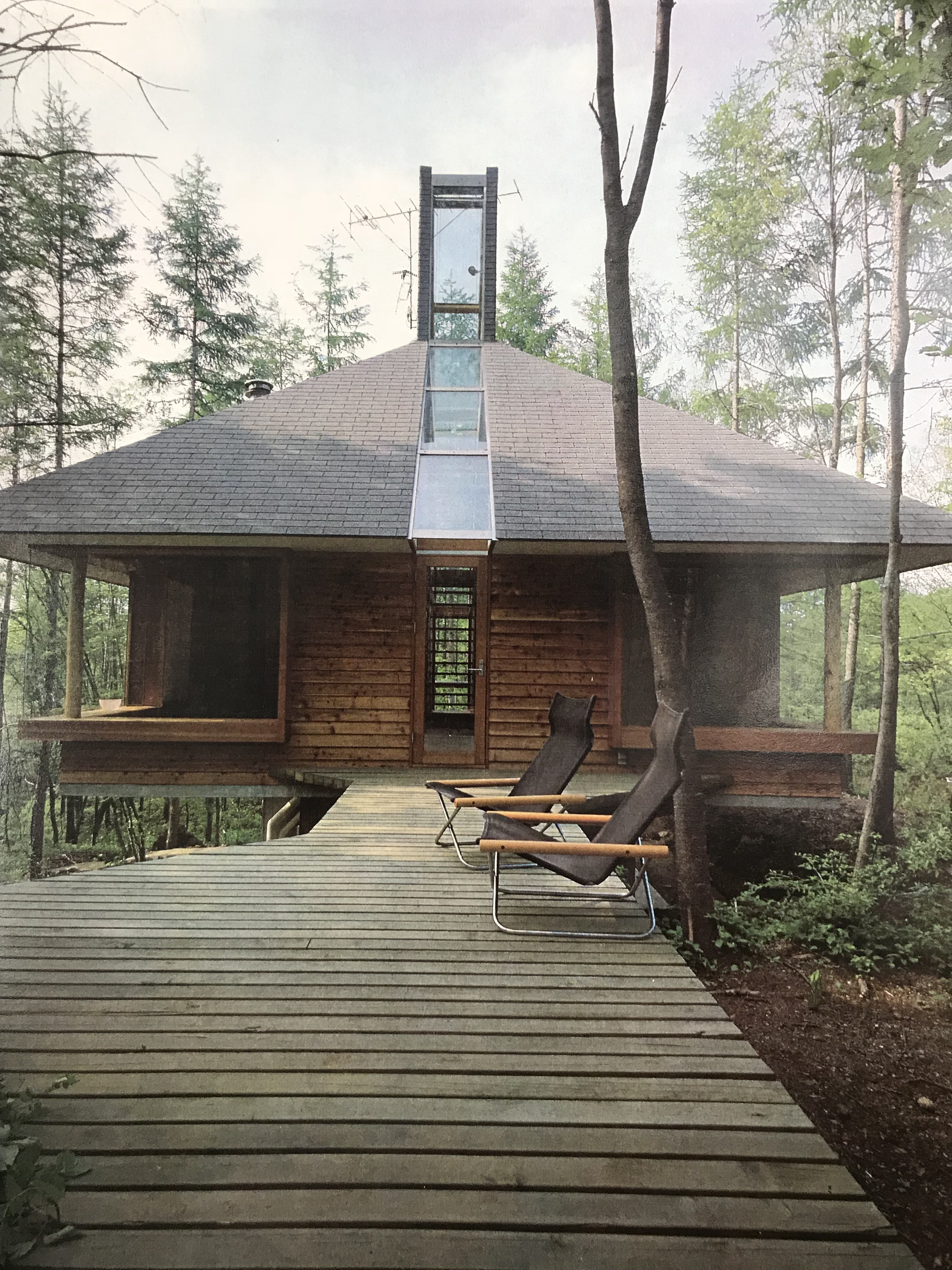
Residencia de Tsumagoi, Hatsue Yamada, 1986

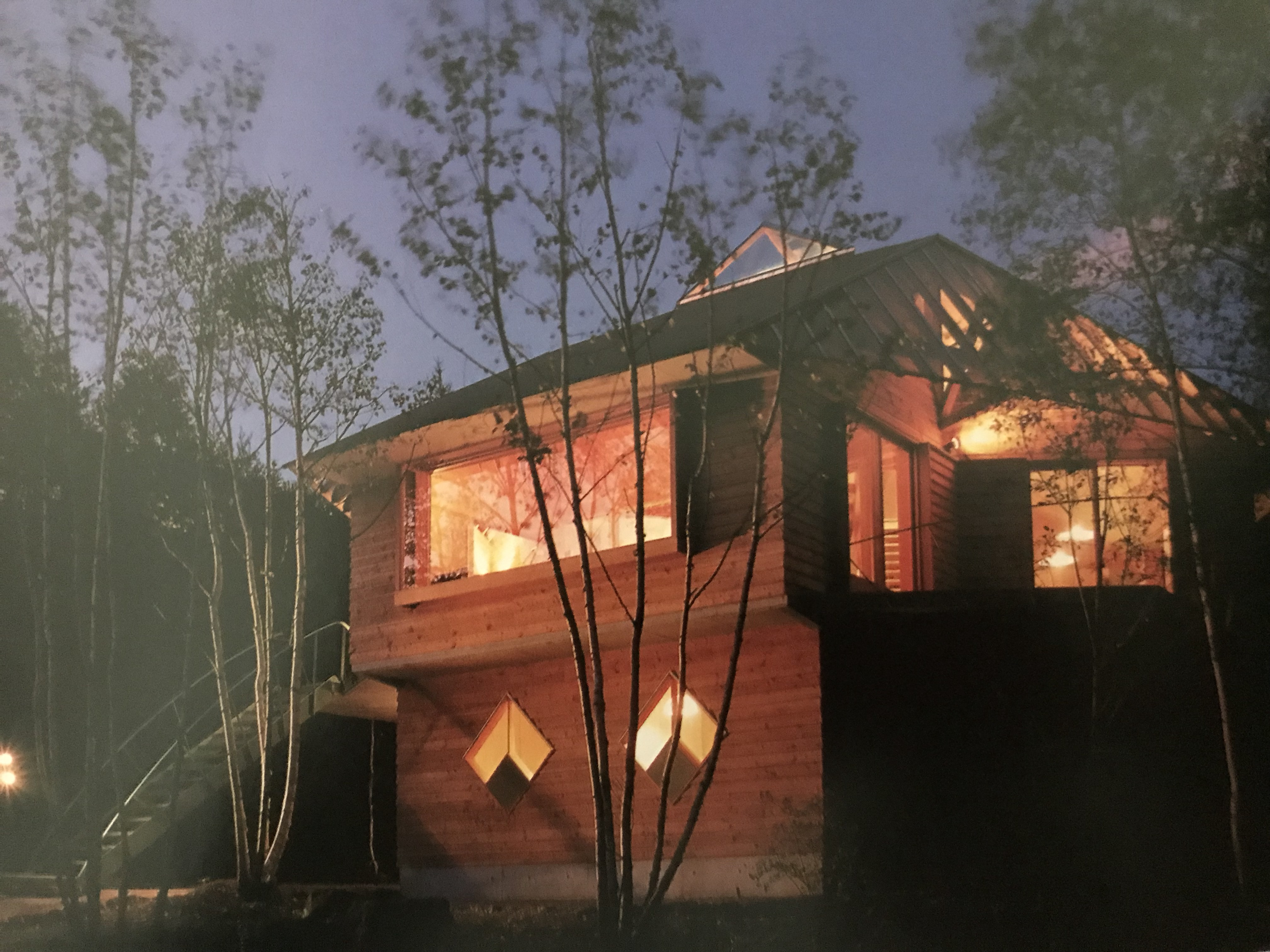
Hexágono de Yatsugatake, Hatsue Yamada, 1992

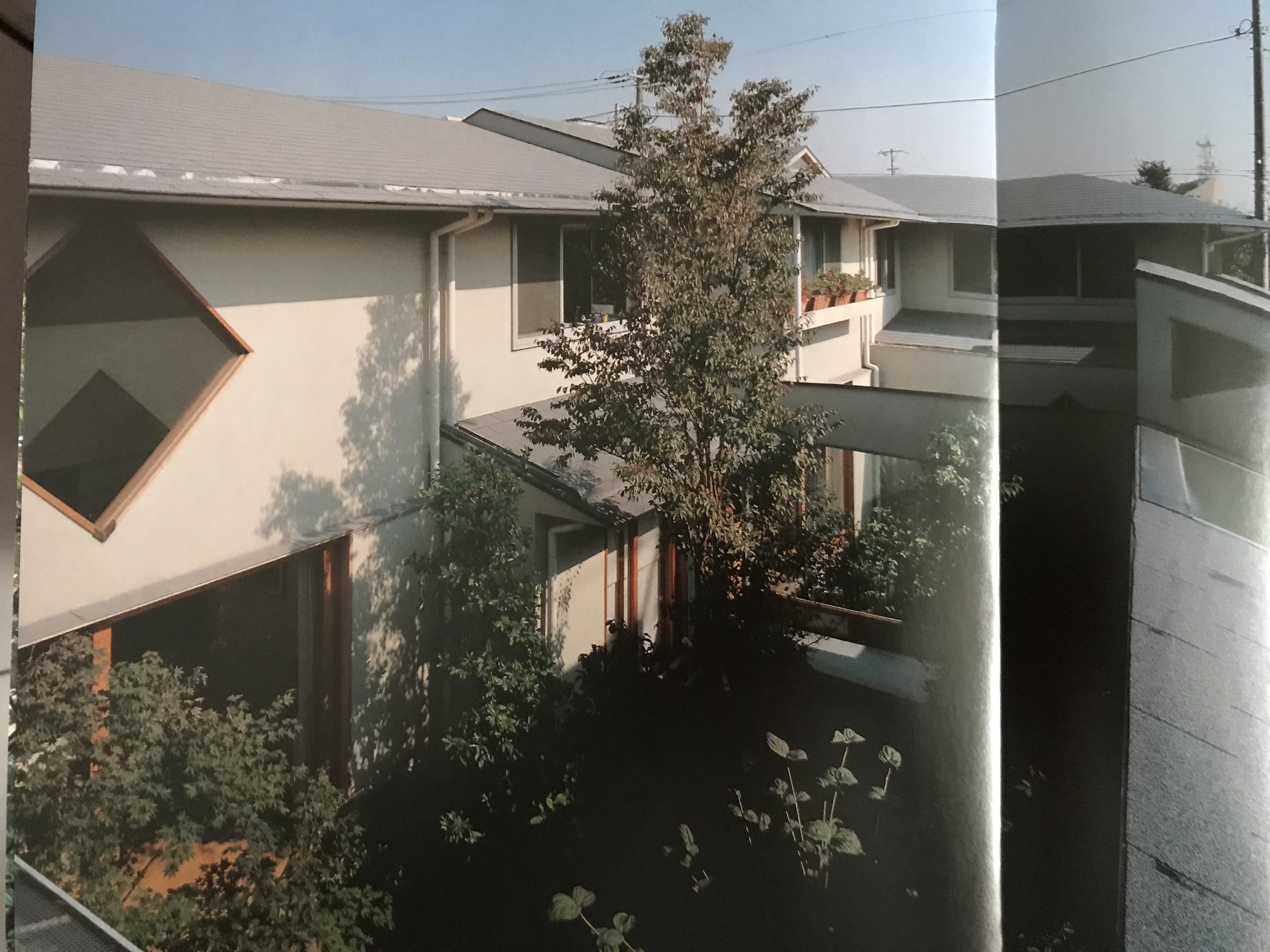
La casa de las tres hermanas, Hatsue Yamada, 1994

Hatsue Yamada (Ota, Tokio, 3 de marzo de 1930) es una de las primeras arquitectas de Japón. Junto a Masako Hayashi y Nobuko Nakahara formaron el estudio Círculo de Diseño Arquitectónico.

## Formación
Su padre le recomendó el Colegio de Mujeres de Japón donde ingresó por examen y decidió entrar en el nuevo departamento de “Vida y Artes” sin tener mucho conocimiento de cuál era su vocación. A causa de la desnutrición tenía sueño al asistir a las clases, pero dibujando podía permanecer despierta y pasar las noches. Fue así que descubrió su deseo por estudiar diseño.
Poco después de graduarse de la Universidad Femenina de Japón en 1954, estuvo empleada en Azusa Oficina de Diseño en Ginza, durante 3 años a cargo del diseño de mobiliario para los edificios de oficinas de las empresas como Taisho Marin Insurance Co., Nihon Fire Insurance Co., Japan Air Lines.
Junto a otras arquitectas, el 14 de septiembre de 1953, organizaron una asociación de mujeres arquitectas en la que participaron 29 profesionales entre 18 y 26 años. Una de ellas, que estudiaba esperanto seleccionó tres palabras como lema del grupo “pensamiento, discusión y creación” lo que inspiró el nombre de Podoko. Así surgió uno de los primeros encargos, que realizó la Asociación de Mujeres de la ciudad de Yokohama que finalmente no se construyó.
En 1958 se asoció con Hayashi y Nakahara. En 1959 proyectó la casa con columnata.

## Trayectoria
Entre sus obras más relevantes está la Seashell Gallery en Shikoku (1967), que alberga una gran variedad de caparazones de ostras locales y extranjeras. Se trata de un pabellón azul, con luz cenital que evoca las profundidades marinas. Por fuera, los grandes faldones remiten a la arquitectura japonesa vernácula influida por el brutalismo creando una expresión propia y contemporánea. El edificio ha sido seleccionado entre los 100 edificios modernos más relevantes de Japón por el Docomomo.
Otras obras significativas del estudio son la Angle Brace House, la Summer House Karuizawa (1960), la Villa Inawashiro, en la Prefectura de Fukushima (1962), los Ski Lodges (en coautoría con Shin Architectural Office), el Hexagonal Mountain Lodge, la Easy order system villa, en Nasu (1972), los alojamientos para la Japan Women’s University en Karuizawa, y el Complejo Hillside en Yokohama, Kangawa, (1981-82).
Las arquitectas hicieron una reflexión crítica sobre los modos de vida de su país y cómo cambiaron después de la guerra, donde las casas tenían espacios de usos no determinados que son importantes para la mentalidad japonesa.
Las obras en su mayoría están firmadas como Masako Hayashi / Hayashi, Yamada, Nakahara, Arquitectas. En 2001, cuando murió Masako Hayashi, la oficina fue cerrada después de más de cuarenta años de práctica. Además del trabajo del equipo cada una de las socias realizó relevantes actividades por su cuenta.
Entre las obras destacadas firmadas por Yamada está la Casa de dos plantas en Kamakura. De nuevo aquí encontramos las referencias a la casa tradicional japonesa, los tatamis, las puertas corredizas, la construcción en madera y la búsqueda de lograr una espacialidad moderna.
Después de la disolución del estudio, Yamada se ha dedicado a escribir y a trabajar en organismos gubernamentales. Ha dictado clases en la Universidad de Showa, Tokio. En 2003 publicó el libro La ciencia del espacio habitable de la familia. Pensar con la mente-cuerpo. En la actualidad trabaja en Kamakura, en un plan para la ciudad gestado desde la participación de sus habitantes. Entre las acciones realizadas está el libro El ABC de la ciudad de Kamakura.